# Grissellium
Grissellium is een geslacht van vliesvleugeligen uit de familie Pteromalidae. De wetenschappelijke naam van dit geslacht is voor het eerst geldig gepubliceerd in 1993 door Boucek.

## Soorten
Het geslacht Grissellium is monotypisch en omvat slechts de volgende soort:
- Grissellium hirtulum Boucek, 1993